# ソクズ
ソクズ（蒴藋、学名: Sambucus chinensis）はスイカズラ科ニワトコ属の多年草。別名、クサニワトコ（草接骨木）。ニワトコ属は、新しいAPG植物分類体系ではレンプクソウ科に移されている。

## 分布と生育環境
日本では、本州、四国、九州に分布し、山地や山野の林縁、道ばた、人家の付近に生育する。世界では、中国、タイに分布する。

## 特徴
木のようにも見える大型の多年草。地下茎を這わして繁殖する。茎は直立し高さは1 - 2メートル (m) ほどになり、褐色がかった緑色で、葉とともに特有の臭気がある。葉は対生し、奇数羽状複葉で、2 - 3対の小葉からなる。小葉は長さ5 - 17センチメートル (cm) 、幅2 - 6 cmの広披針形、狭卵形で、先端は鋭くとがり、縁には細鋸歯がある。
花期は7 - 9月ごろ。茎の先端に大型の散房状集散花序をつけ、小さい花を丸い平板状に集めて多数つける。花冠は白色で径3 - 4ミリメートル (mm) になり5裂する。雄蘂は5個。花序の中に杯状の黄色い腺体がある。果実は径4 mmの球形となり、赤色に熟す。壺形の腺体で蜜を貯めており、緑色、黄色、赤色を色合いを変化させながら、昆虫を集めている。花と果実は混じっていて、往々にして全体が果実になっている状態を見かけることは少ない。熟した果実は、食べると甘みがある。
- 花序に黄色い腺体がある。

## 薬用
葉には、帯状疱疹、中耳炎、膀胱炎、リウマチ、神経痛に薬効があるといわれる。鹿児島県に伝わる民間療法では、葉をドロドロに潰して、帯状疱疹などの痛みや腫れ物の患部に汁を塗ると効果があるという。むくみ改善の利尿薬としては、1日量10グラム (g) の葉を乾燥させたものを300ミリリットル (mL) の水で3分の1になるまで煎じて、飲む用法が知られる。神経痛やリウマチには、乾燥した葉を煮詰めた汁を浴湯料として入浴する。

## 下位分類
- タイワンソクズ（オガサワラソクズ） Sambucus chinensis Lindl. var. formosana (Nakai) H.Hara -花序にある腺体が細く、九州南部から琉球、小笠原、台湾に分布する。ソクズのシノニムとする文献もある[7]。